# Jean-Baptiste Motroni
Jean-Baptiste Motroni, né le 10 novembre 1934, est un homme politique français.

## Biographie
Jean-Baptiste Motroni est masseur-kinésithérapeute de profession.

## Parcours politique
Il est conseiller général de la Haute-Corse de 1973 à 2011, pour le canton de Sagro-di-Santa-Giulia, et sous les couleurs du Parti socialiste.
Jean-Baptiste Motroni est devenu sénateur de la Haute-Corse le 8 mars 1997 en remplacement de François Giacobbi, décédé la veille. Il fait partie du groupe socialiste, et siège à la commission des affaires économiques. Candidat à sa succession lors des élections sénatoriales de 1998, il échoue, et Paul Natali (RPR) remporte l’élection.
Lors du conseil des ministres, et sur proposition du Premier ministre Lionel Jospin, Jean-Baptiste Motroni est nommé le 4 novembre 1998 membre du conseil économique et social, au titre de personnalité qualifiée dans le domaine économique, social, scientifique ou culturel.

## Détail des fonctions et des mandats
Au Sénat
- 8 mars 1997 - 30 septembre 1998 : Sénateur de la Haute-Corse

## Décoration
- Chevalier de la Légion d'honneur le 23 avril 2000[3]